# Schönberg (Breitenberg)
Schönberg ist ein Gemeindeteil der Gemeinde Breitenberg und eine Gemarkung im niederbayerischen Landkreis Passau. Das Dorf liegt etwa drei Kilometer südwestlich von Breitenberg.

## Geschichte
Der Ort im ehemaligen Hochstift Passau fiel bei der Säkularisation 1803 mit dem größten Teil des hochstiftischen Gebietes an Erzherzog Ferdinand von Toskana und kam erst 1805 an Bayern. Im Zuge der Verwaltungsreformen in Bayern entstand mit dem Gemeindeedikt von 1818 die Gemeinde Schönberg. Sie umfasste neben Schönberg die Orte Gegenbach, Jägerbild, Jägersteig, Obernstein, Sonningersteig, Spiesbrunn und Tiefleiten. Am 1. Januar 1971 wurde diese bis dahin selbständige Gemeinde nach Breitenberg eingegliedert. Am 1. April 1971 kam Gollnerberg hinzu. Die Gemeinde Gegenbach folgte am 1. Januar 1972.